# Auri (groupe)
Auri est un groupe finlandais composé de la chanteuse et violoniste Johanna Kurkela, du claviériste et fondateur de Nightwish Tuomas Holopainen, et du guitariste, multi-instrumentiste, membre de Nightwish, Troy Donockley,. Leur premier album éponyme, Auri, sort le 23 mars 2018 et est enregistré aux Real World Studios de Peter Gabriel.  
Holopainen décrit le style d'Auri comme "un croisement entre de la musique venant d'un terrier de lapin et du metal céleste" avec "des influences folklorique, celtique et de bandes-son ". Prog décrit le groupe comme étant du prog folk. Le nom du groupe vient d'un personnage féminin du roman The Kingkiller Chronicle.  

## Membres
- Johanna Kurkela – chant violon
- Tuomas Holopainen – claviers, piano, synthétiseurs
- Troy Donockley – guitare acoustique, Uilleann pipes, chœurs

## Discographie

### Album
- Auri (2018)
- II - Those We Don't Speak Of (2021)
- III - Candles & Beginnings (2025)[5]

### Single
- Night 13 (2018)
- The Space Between (2018)
- Pearl Diving (2021)
- The Valley (2021)
- Shieldmaiden (2025)
- Museum of Childhood (2025)